# George Clooney
George Timothy Clooney (sinh ngày 6 tháng 5 năm 1961) là một diễn viên, đạo diễn, nhà sản xuất phim, biên kịch và doanh nhân người Mỹ. Ông từng nhận bốn giải thưởng Quả Cầu Vàng với vai trò là diễn viên và hai giải Oscar, một giải cho vai diễn trong bộ phim Syriana (2006), một giải với vai trò là nhà sản xuất của bộ phim Argo (2012). Trong Quả Bóng Vàng năm 2015, ông được vinh danh Giải Cecil B. DeMille, cho đóng góp của mình với giới giải trí.
Clooney bắt đầu sự nghiệp diễn xuất với một vai trên sóng truyền hình vào năm 1978, ông nhận được nhiều sự chú ý sau vai diễn bác sĩ Doug Ross trong phim truyền hình dài tập ER từ năm 1994 tới năm 1999 và nhận được hai đề cử cho giải Primetime Emmy. Trong thời gian làm phim ER, ông đã nhận được nhiều lời đề nghị tham gia thủ vai chính trong nhiều bộ phim, có thể kể đến phim siêu anh hùng Batman & Robin (1997) và phim hài Out of Sight (1998), một bộ phim đánh dấu lần làm việc đầu tiên giữa ông và đạo diễn Steven Soderbergh, một người về sau đã cùng cộng tác với ông trong suốt một thời gian dài. Đến năm 1999, ông đóng vai chính trong bộ phim Three Kings, một bộ phim chế nhạo cuộc Chiến tranh Vùng vịnh được dư luận khen ngợi.
Đến năm 2001, danh tiếng của Clooney đã lan rộng với việc bộ phim thành công nhất về thương mại của ông, Ocean's Eleven được ra mắt, đây cũng chính là bộ phim đầu tiên trong chuỗi ba bộ phim do Clooney thủ vai chính. Ông bắt đầu sự nghiệp đạo diễn 1 năm sau với phim hài về điệp viên Confessions of a Dangerous Mind, sau đó ông tiếp tục đạo diễn các phim như Good Night, and Good Luck (2005), phim hài về thể thao Leatherheads (2008), phim chính trị The Ides of March (2011) và phim về đề tài chiến tranh The Monuments Men (2014). Clooney đã dành một Giải Oscar cho Nam diễn viên phụ xuất sắc nhất Syriana (2005), ông cũng nhận đề cử Nam diễn viên xuất sắc nhất cho giải thưởng này với các bộ phim Michael Clayton (2007), Up in the Air (2009) và The Descendants (2011). Năm 2013, ông nhận giải Oscar cho hạng mục Phim Hay nhất với bộ phim Argo. Ông là người duy nhất từng được đề cử giải Oscar ở 6 hạng mục khác nhau.